# ملا علی بسطامی
ملا علی بسطامی دومین نفری بوده‌است که پس از ملاحسین بشرویه‌ای ملقب به باب‌الباب یا اول من آمن به سید علی محمد باب ایمان آورده و جزو حروف حی می‌باشد. ملا محمد علی بسطامی در آثار بابیه به  دوم من آمن یا ثانی من آمن شناخته می‌شوند، از عالمای مشهور زمان خود بوده و پس از بابی شدن برای تبلیغ به دو قطب عالم شیعه یعنی کربلا و نجف فرستاده شده بودند.

## چگونگی ایمان آوردن به باب
سید کاظم رشتی قبل از مرگ، به شاگردانش سفارش کرد تا دنبال قائم موعود بگردند. او می‌گفت که قائم موعود به زودی ظهور خواهد کرد. در میان شاگردانش فردی بود به نام ملا حسین بشرویه‌ای.
سید کاظم او را مأمور کرده‌بود که برای مذاکره با سید شفتی و میرزا عسکری شهیدی مشهدی (از روحانیون برجسته آن روزگار) به اصفهان و خراسان برود بعد از برگشت او از ایران، استاد او دیگر در حیات نبوده‌است. از نظر ملا حسین بشرویه‌ای نه میرزا محیط کرمانی و نه میرزا حسن گوهر هیچ‌کدام نمی‌توانسته‌اند پیشوائی باشند که او انتظار داشته‌است. بدین جهت مطابق شریعت اسلام به مدت ۴۰ روز به حال اعتکاف در مسجد کوفه به سر برد. در این زمان یکی دیگر از علمای شیخی به نام ملا علی بسطامی با عده‌ای دیگر به مسجد وارد می‌شوند و آن‌ها هم در اعتکاف شرکت می‌کنند. بعد از خاتمه ۴۰ روز ملاحسین که زودتر اعتکاف را شروع کرده‌بود با دوستان خود عازم ایران می‌شود و در بدو ورود به شیراز با سید علی محمد باب تصادفاً برخورد می‌کند.

## حروف حی
حروف حَی لقبی است که به ۱۸ نفر از اولین مؤمنان به سید علی محمد باب گفته می‌شود.
حرف در آثار باب، به معنای مؤمن به ظهور الهی به کار رفته‌است. به‌طور مثال، منظور از حروف انجیل و حروف فرقان در آثار او، مؤمنین به ظهور مسیح و محمد هستند.